# Марков-Гринберг, Марк Борисович
Марк Борисович Марков-Гринберг (7 ноября 1907 года, Ростов-на-Дону — 1 ноября 2006 года, Москва) — советский фотограф, фотохудожник, фотокорреспондент всесоюзного информационного агентства ТАСС.

## Биография
Диптих «Поворот истории»
Марк Борисович Марков-Гринберг родился в Ростове-на-Дону 7 ноября 1907 года. Начал заниматься фотографией в возрасте 17 лет. В 1925 году стал фотокорреспондентом ростовской газеты «Советский юг» и внештатным корреспондентом журнала «Огонёк». В 1926 году переехал в Москву. Работал для журнала «Смена». В 1929 году знакомый репортер Фёдор Кислов, снимавший для Пресс-Клише ТАСС, привёл Маркова-Гринберга в свою редакцию. Вскоре, в ноябре 1930 года, стал фотокорреспондентом центральной редакции этого цеха. На его снимках запечатлены строительство Днепрогэс, организация первых колхозов, знатные советские люди 1930-х годов. Из этих снимков наиболее известным стал сюжет про снятие двуглавых орлов с башен Кремля и замену их красными звёздами. Фотографии публиковались в журнале «СССР на стройке». Перейдя на работу в Фотохронику ТАСС в 1938 году, Марков-Гринберг отправился на фронт военным корреспондентом этого агентства во время Советско-финляндской войны и снимал боевые действия Красной армии на Карельском перешейке.
Великая Отечественная война застала Маркова-Гринберга в Одессе, куда его отправили на задание ТАСС. В сентябре 1941 года рядовым был отправлен на фронт, где воевал линейным связистом, имея с собой фотоаппарат. В июле 1943 года был направлен политотделом армии фотокорреспондентом в газету 48-й армий «Слово бойца». Закончил войну в звании капитана, награждён орденами Красной звезды и Отечественной войны I степени, медалями. После войны служил в звании капитана фотокорреспондентом в «Красноармейской иллюстрированной газете».
В 1950-е годы работал фотографом в издательстве ВДНХ и журнале «Клуб и художественная самодеятельность».
Участвовал во многих советских и зарубежных фотовыставках. Работы М. Маркова-Гринберга были показаны в Австралии, Германии, Франции, Англии, Италии, Нидерландах, Дании, Португалии, Югославии, Сингапуре, Венгрии, Румынии, Польше и других странах.
Почётный член Союза фотохудожников России.
На рубеже семидесятых/восьмидесятых годов М.Б. Марков-Гринберг работал в пионерлагере "Смена" руководителем фотокружка. Был очень
скромным, дружелюбным человеком и ребята его очень уважали и любили. Даже в праздники чествования ветеранов войны наград не одевал.
М. Марков-Гринберг не дожил всего 1 год до своего столетия. Похоронен в Москве на Николо-Архангельском кладбище.

## Выставки
- Персональная выставка Марка Маркова-Гринберга, посвященная 90-летию со дня рождения (фотоцентр Союза журналистов, 1997).
- Персональная выставка в галерее «ФотоСоюз» (Москва, 2001).
- Персональная выставка в рамках международного фестиваля «Visa pour l’image» (Перпиньян, Франция, 2002).
- Персональная выставка, посвященная 95-летию со дня рождения (Московский дом фотографии, 2002).
- Персональная выставка, посвященная 100-летию со дня рождения (галерея «ФотоСоюз», 2007).
- Персональная выставка «Советская эпоха Маркова-Гринберга» Центр фотографии имени братьев Люмьер (2012).

## Публикации в книгах
- PROPAGANDA & DREAMS, Edition Stemmle, 1999, ISBN 3-908161-80-0

## Награды
- орден Красной Звезды (4.08.1944)[6][7]
- медаль «За победу над Германией в Великой Отечественной войне 1941—1945 гг.» (9.05.1945)[6]
- медаль «За взятие Кенигсберга» (9.06.1945)[6]
- орден Отечественной войны 1-й степени (6.04.1985)[8]
- почётная награда фестиваля — медаль мэра г. Перпиньяна (2002)